# Río Ik
El río Ik, conocido también como Bolshoi Ik (Gran Ik) (en ruso: Ик; en tártaro: Ык, romanizado: Iq;  en baskir: Ыҡ) es un río de la Rusia europea, un afluente del río Kama. Su longitud total es 571 km y su cuenca drena una superficie de 18.000 km² (algo mayor que países como Kuwait).
Administrativamente, el río discurre por la República de Baskortostán, el Óblast de Oremburgo y la República de Tartaristán, en la Federación de Rusia.

## Geografía
El río Ik nace en los Altos de Bugul'ma y Belebej, en el extremo suroeste de la República de Baskortostán, cerca de la localidad de Aksakovo. En el primer tramo el río discurre en dirección Suroeste, para cerca de Abdulino virar para emprender rumbo al Norte, que mantendrá durante el resto de sus curso. A partir de aquí el río forma en todo su discurrir frontera natural, primero entre Baškortostan y el Óblast de Oremburgo y luego entre Baškortostan y Tartaristán. El río pasa por Tartazy, Oktyabrsky (108.647 hab. en 2002), la más importante de las ciudades de su curso, Urussu, Nagajbakovo, y Star. Bajsarovo. Desemboca en el río Kama por la izquierda, en el embalse de Nijnekamsk, construido en 1979 (con 2.580 km², 13.000 millones de m³ y una potencia de 2.250 MkWh), donde también desagua el río Bélaya.
Los principales afluentes del río Ik son, por la izquierda, los ríos Dymka, Mellja y Menzelja (147 km); y, por la derecha, el río Usen. 
En la cuenca del río se encuentran importantes yacimientos de petróleo.
El río se congela durante el período comprendido entre la segunda quincena de noviembre a mediados de abril. El río es navegable unos 100 km río arriba desde su boca.